# St. Ulrich (Haimar)

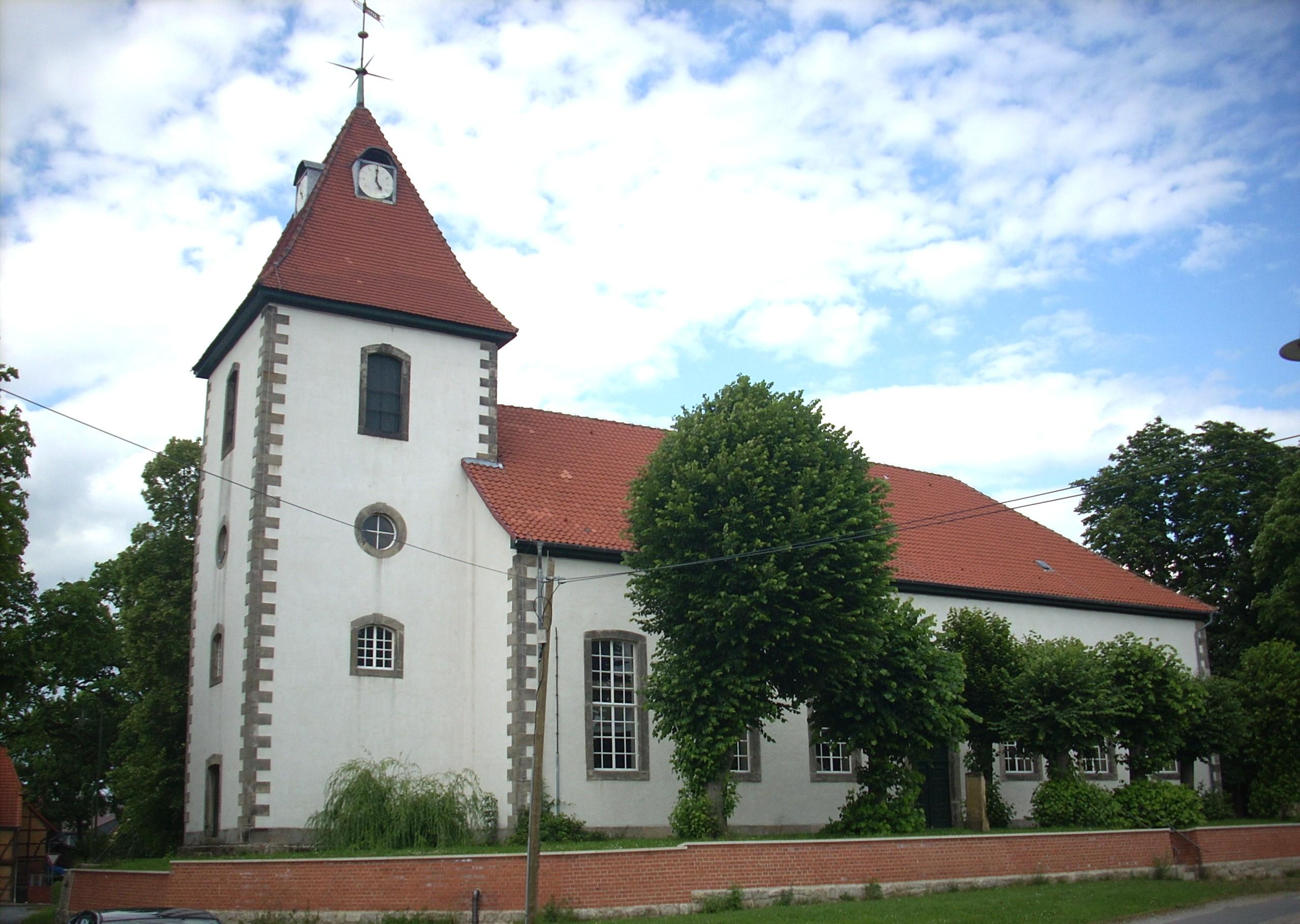
St. Ulrich

Die evangelisch-lutherische denkmalgeschützte Kirche St. Ulrich steht auf dem Kirchfriedhof von Haimar, einem Ortsteil der Stadt Sehnde in der Region Hannover von Niedersachsen. Die Kirchengemeinde gehört zum Kirchenkreis Burgdorf im Sprengel Hannover der Evangelisch-lutherischen Landeskirche Hannovers.

## Geschichte
Die Gründung der Kirchengemeinde Haimar fällt in das Jahr 1117. Ursprünglich gehörte das Dorf zur Pfarrei von Evern. Erst gegen Ende des 12. Jahrhunderts wurde der Sitz des Kirchspiels nach Haimar verlegt. Der Bau der ersten Kirche im romanischen Baustil erfolgte um 1200. Das Kirchenpatronat lag anfangs bei den Grafen zu Wernigerode, die in Haimar Besitzungen hatten. Seit 1540 wurde es von der Familie von Rautenberg in Rethmar ausgeübt. Die Kirche wurde im Laufe der Jahrhunderte mehrfach umgestaltet und ausgebessert. Plünderungen im Dreißigjährigen Krieg dezimierten die Kirchenausstattung beträchtlich. Nachdem die Kirche für die anwachsende Gemeinde im 18. Jahrhundert zu klein wurde, erfolgte der Abriss 1784. Auch die Kirchenausstattung wurde zum Teil entsorgt. Die heutige barocke Saalkirche wurde in den Jahren 1784–1788 erbaut. Der Kirchturm diente früher den Fuhrleuten zur Ortsbestimmung.

## Beschreibung
Das rechteckige, auf Sandsteinen gegründete, verputzte, mit Ecksteinen versehene Kirchenschiff ist mit einem im Osten abgewalmten Satteldach bedeckt. An den Längsseiten sind je sechs flachbogige Fenster und in der Mitte ist je ein flachbogiges Portal. Der gedrungene Kirchturm auf quadratischem Grundriss hat im Westen drei Geschosse. Hinter seinen Klangarkaden befindet sich der Glockenstuhl, in dem zwei Kirchenglocken hängen, die ältere wurde 1621, die jüngere 1973 gegossen. Bedeckt ist der Turm mit einem Pyramidendach mit vier Dachgauben für die Zifferblätter der Turmuhr und einem Kragträger nach Norden für die Schlagglocke.
Der mit einer u-förmigen Empore ausgestattete Innenraum wird von einem Spiegelgewölbe mit einer zentralen Rosette überspannt. Unter der Orgelempore im Westen wurden 2012 Gemeinderäume abgeteilt. Der hölzerne Kanzelaltar wurde 1785 angefertigt. Der Kanzelkorb wird von großen ionischen Pilastern in Kolossalordnung flankiert. Beiderseits des Altars befinden sich rundbogige Türen, die von einem mit Rocaille verzierten Relief bekrönt werden. An der Südwand der Kirche ist als Rest des zerschlagenen alten Altars dessen Predella angebracht. Die geschnitzten Figuren stellen das Abendmahl Jesu dar. Vor dem Altar steht auf drei Füßen ein hölzernes Taufbecken aus der Erbauungszeit der Kirche. Vor dem Altarraum steht zentral der Ambo. 1722 wurde eine kleine Orgel mit acht Registern, anlässlich des Kirchenneubaus wurde eine größere Orgel mit 15 Registern angeschafft, die später durch eine andere Orgel ersetzt wurde. Diese wurde 2007 stillgelegt und eine elektronische Orgel gekauft.